# العلاقات المكسيكية القطرية
العلاقات المكسيكية القطرية هي العلاقات الثنائية التي تجمع بين المكسيك وقطر.

## مقارنة بين البلدين
هذه مقارنة عامة ومرجعية للدولتين:
| وجه المقارنة                                              | المكسيك                                                                               | قطر           |
| --------------------------------------------------------- | ------------------------------------------------------------------------------------- | ------------- |
| المساحة (كم2)                                             | 1.97 مليون                                                                            | 11.44 ألف     |
| عدد السكان (نسمة)                                         | 130.53 مليون                                                                          | 2.64 مليون    |
| الكثافة السكانية (ن./كم²)                                 | 66.26                                                                                 | 230.77        |
| العاصمة                                                   | مدينة مكسيكو                                                                          | الدوحة        |
| اللغة الرسمية                                             | اللغة الإسبانية                                                                       | اللغة العربية |
| العملة                                                    | بيزو مكسيكي                                                                           | ريال قطري     |
| الناتج المحلي الإجمالي (بليون دولار)                      | 1.15 تريليون                                                                          | 167.61 مليار  |
| الناتج المحلي الإجمالي (تعادل القوة الشرائية) بليون دولار | 2.16 تريليون                                                                          | 316.40 مليار  |
| الناتج المحلي الإجمالي الاسمي للفرد دولار أمريكي          | 9.01 ألف                                                                              | 73.65 ألف     |
| الناتج المحلي الإجمالي للفرد دولار أمريكي                 | 17.32 ألف                                                                             | 141.54 ألف    |
| مؤشر التنمية البشرية                                      | 0.756                                                                                 | 0.850         |
| رمز المكالمات الدولي                                      | +52                                                                                   | +974          |
| رمز الإنترنت                                              | .mx                                                                                   | .qa           |
| المنطقة الزمنية                                           | منطقة زمنية وسطى، المنطقة الزمنية الجبلية، زمن منطقة المحيط الهادئ، منطقة زمنية شرقية | ت ع م+03:00   |

## مدن متوأمة
في ما يلي قائمة باتفاقيات التوأمة بين مدن مكسيكية وقطرية:
- ترتبط مدينة مكسيكو مع الدوحة باتفاقية توأمة منذ 1 سبتمبر 2008.[15][16][17][15]

## منظمات دولية مشتركة
يشترك البلدان في عضوية مجموعة من المنظمات الدولية، منها:
| علم المنظمة | اسم المنظمة                        | تاريخ انضمام المكسيك | تاريخ انضمام قطر |
| ----------- | ---------------------------------- | -------------------- | ---------------- |
|             | يونسكو                             | 4 نوفمبر 1946        | 27 يناير 1972    |
|             | وكالة ضمان الاستثمار متعدد الأطراف | 1 يوليو 2009         | 22 أكتوبر 1996   |
|             | الأمم المتحدة                      | 7 نوفمبر 1945        | 21 سبتمبر 1971   |
|             | الاتحاد البريدي العالمي            | ?                    | ?                |
|             | البنك الدولي للإنشاء والتعمير      | 31 ديسمبر 1945       | 25 سبتمبر 1972   |
|             | المنظمة الهيدروغرافية الدولية      | ?                    | ?                |
|             | الاتحاد الدولي للاتصالات           | 1 يوليو 1908         | 27 مارس 1973     |
|             | منظمة حظر الأسلحة الكيميائية       | ?                    | ?                |
|             | مؤسسة التمويل الدولية              | 20 يوليو 1956        | 11 أكتوبر 2008   |
|             | منظمة التجارة العالمية             | 1995                 | ?                |
|             | منظمة الشرطة الجنائية الدولية      | ?                    | ?                |

## وصلات خارجية
- موقع وزارة الخارجية المكسيكية
- موقع وزارة الخارجية القطرية